# Thomas C. Hennings
Thomas Carey Hennings Jr. (ur. 25 czerwca 1903 w Saint Louis, zm. 13 września 1960 w Waszyngtonie) – amerykański polityk, członek Partii Demokratycznej.

## Działalność polityczna
W okresie od 3 stycznia 1935 do rezygnacji 31 grudnia 1940 przez trzy kadencję był przedstawicielem 11. okręgu wyborczego w stanie Missouri w Izbie Reprezentantów Stanów Zjednoczonych. A od 3 stycznia 1951 do śmierci 13 września 1960 senatorem Stanów Zjednoczonych z Missouri (3. Klasa).